# Una donna di Ragusa
Una donna di Ragusa è l'autobiografia di Maria Occhipinti, anarchica, femminista, pacifista e scrittrice siciliana nata a Ragusa nel 1921.

## Il libro
L'opera scritta quando Maria era in Svizzera per lavoro, nel corso della sua peregrinazione per il mondo, racconta con trasporto e realismo la vita di una donna anticonformista nella Sicilia degli inizi del XX secolo, e della sua lotta contro i pregiudizi e gli stereotipi sulle attività extra casalinghe della donna. Fu pubblicato da Landi nel 1957.
Nel 1976, dopo la pubblicazione da parte di Feltrinelli, il libro vinse il premio Brancati per la letteratura.

## Edizioni
- Maria Occhipinti, Una donna di Ragusa, con una nota di Carlo Levi; prefazione di Paolo Alatri, L. Landi, Firenze 1957
- Maria Occhipinti, Una donna di Ragusa, preceduto da Un altro dopoguerra, di Enzo Forcella, Feltrinelli, Milano 1976
- Maria Occhipinti, Una donna di Ragusa, presentazione di Pippo Gurrieri; nota di Carlo Levi e prefazione di Paolo Alatri all'edizione del 1957, Sicilia punto L, Ragusa 2016

Il libro è stato tradotto in francese e svedese.